# Die verpfuschte Hochzeitsnacht
Die verpfuschte Hochzeitsnacht ist eine deutsche Filmkomödie aus dem Jahre 1957 von Wolfgang Schleif. Grethe Weiser spielt die Paraderolle einer resoluten und patenten Mutter und Schwiegermutter. In weiteren Hauptrollen sind Claus Biederstaedt und Doris Kirchner zu sehen.

## Handlung
Mutter Merkel geht das Wohl ihrer erwachsenen jungen Tochter über alles – sagt sie. In Wahrheit ist sie der quengelige, Fleisch gewordene Alptraum von Schwiegermutter, denn sie hält den Schwiegersohn in spe, den Apotheker Peter Mayer, für ihre Tochter nicht gut, nicht erfahren und nicht wohlhabend genug. Auf jeden Fall würde die Merkel die anstehende Eheschließung Lillis liebend gern verhindern wenn sie nur könnte. Dabei ist Peter als Schwiegersohn ein Muster tugendhafter Nettigkeit, mustergültig für die Adenauer-Zeit: brav, arbeitsam, freundlich … und ziemlich farblos. Doch Lilli ist sich sicher, dass Peter Mayer ihr Mr. Right ist, und so wollen beide möglichst schnell den Fängen der Alten entfliehen. Mit dem Zug soll es in die Flitterwochen gehen, und zwar in das beschauliche Bergtal. Da Mutti Merkel vergessen hat, Lilli die Kofferschlüssel mitzugeben, rennt sie den Bahnsteig entlang, um doch noch die Schlüssel loszuwerden. Der mitfahrende Schaffner versteht allerdings Merkels Hektik und Geschrei falsch und zerrt sie in den fahrenden Zug hinein. Nun ist es endgültig vorbei mit der friedvollen Zugfahrt ins Flitterglück.
Merkel beginnt erst einmal wüst zu schimpfen, was sich beispielsweise der Schaffner dabei gedacht habe, sie in den fahrenden Zug zu zerren und ob er sie etwa kidnappen wollte. Bald hat die Schwiegermutter Peter und seine Lilli in deren Zugabteil ausgemacht und platzt in das traute Glück hinein.  Von nun ist es aus mit der beschaulichen Reise, denn Mutti Merkel gibt zu allem und jedem ungefragt ihren Senf hinzu. Auch ein anderes junges Paar, Ida und ihr temperamentvoller Gatte Alessandro Schulze, muss Frau Merkels Querulantentum und Einmischung ertragen. Der mitreisende Amateurdetektiv Albert Berthold will doch eigentlich nur schlafen, Mami Merkel lässt ihn aber nicht. Als sie endlich schlaftrunken zusammensinkt, wird Herr Berthold aufmerksam. Er weiß nicht, dass Apotheker Mayer seiner Schwiegermutter Schlaftabletten eingeflößt hat, um endlich seine Ruhe zu bekommen. Prompt glaubt der Hobby-Detektiv, dass die nervige Alte vergiftet wurde. Berthold, ein älterer Herr mit dem Fluidum eines Sparkassenbeamten, ist lang gesuchten Rauschgiftschmugglern auf der Spur. Er irrt diesbezüglich ebenso wie mit seinem Verdacht gegenüber Peter Mayer und seiner Überzeugung, dass es sich bei Alessandro Schulze, der Schönheitswettbewerbe veranstaltet, um einen Mädchenhändler handelt. 
Des Nachts in Bergtal angekommen, treffen sich alle im Hotel wieder. Sofort geht der paranoide Berthold angeblichen Spuren der vermuteten Verbrecher nach. Da die inzwischen wieder erwachte Frau Merkel keine Hotelbuchung nachweisen kann, wird sie in der titelgebenden, verpfuschten Hochzeitsnacht ständig von einem Bett zum nächsten umquartiert. Dann taucht auch ein unheimlicher Schatten auf der Terrasse auf, sodass Merkel Hals über Kopf ihrer Schlafstatt entflieht. Natürlich sind Peter und Lilli, aber auch Ida und ihr heißblütiger italienischer Gatte Alessandro die Leidtragenden, denn mit unschönster Regelmäßigkeit taucht sie bei allen vier jungen Leuten auf und sorgt dafür, dass es zu keiner intimen Liebesnacht kommen kann. Schließlich gibt es doch noch Happy Ends, und Frau Merkel muss einsehen, dass Tochter Lilli und ihr Peter auf dem richtigen Weg ins Glück sind.

## Produktionsnotizen
Die verpfuschte Hochzeitsnacht entstand zum Jahresbeginn 1957 und wurde am 20. April 1957 uraufgeführt. Am 24. Februar 1973 wurde der Film erstmals im deutschen Fernsehen (im ZDF) ausgestrahlt. Zahlreiche Beteiligte vor und hinter der Kamera waren bereits zwei Jahre zuvor an dem Film Meine Kinder und ich beteiligt.
Das Ehepaar Mathias Matthies und Ellen Schmidt gestaltete die Filmbauten. Hans Raspotnik übernahm die Produktionsleitung. Anneliese Ludwig entwarf die Kostüme. Werner Pohl übernahm den Ton bei den Musikaufnahmen.

## Kritik
Im Lexikon des Internationalen Films heißt es: „Auf publikumswirksamen Klamauk angelegter Verwechslungsschwank ohne jeden Anspruch.“